# Актерман
Актерман (нем. Achtermannshöhe) — гора в национальном парке Гарц, в Германии. Высота — 925 м.
Гора является третьей по величине в Нижней Саксонии и четвёртой в горной системе Гарц. По старым источникам 924,7 м.
С вершины горы в хорошую погоду можно наблюдать окружающие леса и другие объекты.

## Геология
Основа горы — часть гранитного массива Брокен, который простирается на обширной территории между вершинами Вюрмберг, Торфхаус и Эленд. Скалистая, безлесная вершина сложена роговиком, который имеет толщину 10 м и был сформирован из граувакка в результате теплового воздействия гранитной магмы.

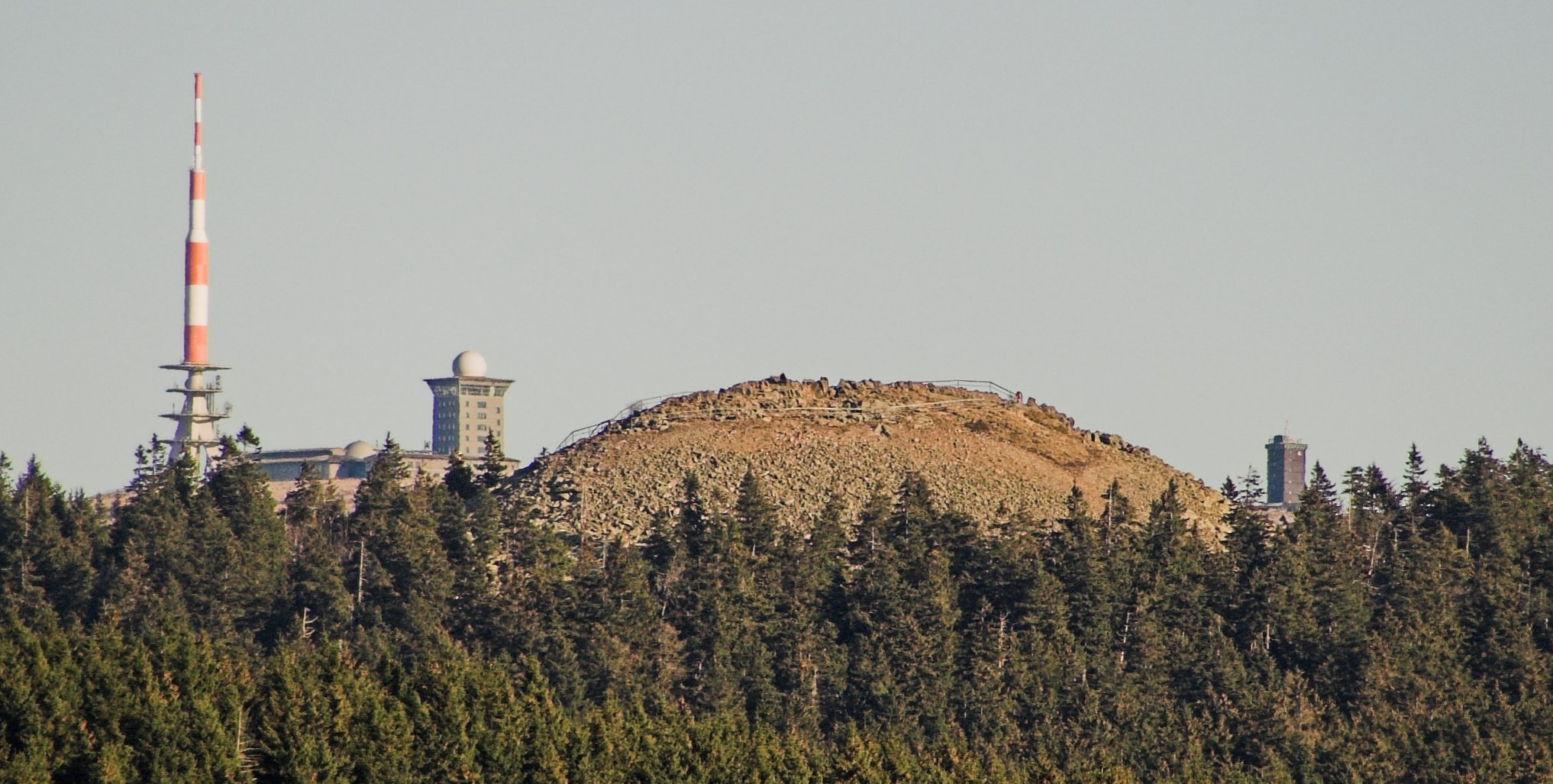
Вид с горы Реберг на вершину горы. На заднем плане — строения на Брокене.